# Festival Paulista de Futebol Feminino Sub-12
O Festival Paulista Feminino Sub-12 é uma competição de futebol feminino organizada pela Federação Paulista de Futebol (FPF). A competição tem por finalidade incentivar o desenvolvimento da Categoria Sub-12 e o congraçamento de atletas educandas do sexo feminino.
A primeira edição ocorreu em 2023, tendo como sede a cidade de Santo André. Participaram 6 (seis) clubes, divididos em 2 (dois) grupos com 3 (três) equipes cada. As edições posteriores adotaram formatos diferentes, geralmente no sistema de pontos corridos em turno único. Em 2025, a competição registrou um recorde de participantes, com 15 equipes.

## Campeões
| Ano  | Final           | Final       | Final            |                           |
| Ano  | Campeão         | Placar      | Vice-campeão     | Sede                      |
| ---- | --------------- | ----------- | ---------------- | ------------------------- |
| 2023 | Centro Olímpico | 1 - 0       | Corinthians      | Santo André (SP)          |
| 2024 | Ferroviária     | Turno único | SESI - São Paulo | São José do Rio Preto     |
| 2024 | Ferroviária     | Turno único | desconhecido     | Sorocaba (SP) SÉRIE OURO  |
| 2024 | Corinthians     | Turno único | desconhecido     | Sorocaba (SP) SÉRIE PRATA |
| 2025 | Ferroviária     | Turno único | Corinthians      | Santo André (SP)          |

## Títulos por clube
- Ferroviária = 3 (2024, 2024 e 2025)
- Centro Olímpico = 1 (2023)
- Corinthians = 1 (2024)